# Edwards, Mississippi
Edwards là một thành phố thuộc quận Hinds, tiểu bang Mississippi, Hoa Kỳ. Năm 2010, dân số của thành phố này là 1 034 người.

## Dân số
- Dân số năm 2000: 1 347 người.
- Dân số năm 2010: 1 034 người.